# Селіштя (Алба)
Селіштя (рум. Săliștea) — село у повіті Алба в Румунії. Адміністративний центр комуни Селіштя.
Село розташоване на відстані 267 км на північний захід від Бухареста, 23 км на південний захід від Алба-Юлії, 98 км на південь від Клуж-Напоки.

## Населення
За даними перепису населення 2002 року у селі проживали 1243 особи. Усі жителі села рідною мовою назвали румунську.
Національний склад населення села:
| Національність | Кількість осіб | Відсоток |
| -------------- | -------------- | -------- |
| румуни         | 1238           | 99,6%    |
| цигани         | 5              | 0,4%     |